# C'est pas ma faute ! (série télévisée)
Pour les articles homonymes, voir C'est pas ma faute ! (homonymie).
C'est pas ma faute ! (Maybe It's Me) est une série télévisée américaine en 22 épisodes de 25 minutes, créée par Suzanne Martin et diffusée entre le 4 octobre 2001 et le 3 mai 2002 sur The WB.
En France, la série a été diffusée à partir du 27 avril 2002 sur France 2 dans l'émission KD2A, et au Québec à partir du 31 août 2002 à VRAK,. Elle reste inédite dans les autres pays francophones.

## Synopsis
Molly Stage est une jeune fille de 16 ans habitant le Rhode Island. Elle possède une grande famille : ses deux parents, deux frères, deux sœurs jumelles et deux grands-parents vivant avec eux. Molly souhaite réussir ses études et vivre une vie sociale ordinaire mais sa grande famille loufoque la met parfois dans des situations gênantes… Cependant, Molly se rend compte également de la grande force de sa famille…

## Distribution

### Acteurs principaux
- Reagan Dale Neis (en) (VF : Marianne Leroux) : Molly Stage
- Patrick Levis (en) (VF : Vincent Barazzoni) : Grant Stage
- Andrew Walker (VF : Jérôme Rebbot) : Rick Stage
- Daniella Canterman (VF : Chantal Macé) : Mindy Stage
- Deanna Canterman (VF : Chantal Macé) : Cindy Stage
- Julia Sweeney (VF : Ninou Fratellini) : Mary Krupp-Stage
- Fred Willard (VF : Joël Martineau) : Jerry Stage
- Ellen Albertini Dow (VF : Lily Baron) : Grand-mère Harriet Krupp
- Vicki Davis (VF : Catherine Desplaces) : Mia
- Dabbs Greer (Walter Marsh dans le pilote) (VF : Georges Lycan) : Grand-père Fred Stage

### Acteurs récurrents et invités
- Shaun Sipos (VF : Sébastien Desjours) : Nick Gibson (8 épisodes)
- Noah Bastian (en) : Ben (6 épisodes)
- George Wyner : Nate Lieber (épisode 2)
- Alan Young : Abe Lasky (épisode 2)
- Meghan Ory : Lauren (épisodes 3, 4 et 18)
- NiCole Robinson : Coach Ryan (épisodes 3 et 9)
- Sandra McCoy : Cheerleader (épisode 3)
- Lindsey McKeon : Crystal (épisodes 5 et 15)
- Paige Peterson : Doreen (épisode 6)
- Jerry Ferrara (épisode 6)
- Danny Strong : Mini-Jerry (épisode 7)
- Sarah Shahi : Rosa (épisode 8)
- Joe Flaherty : Chaz (épisode 10)
- Scott Vickaryous : Lance Montague (épisode 10)
- Bethany Joy Lenz : Salesgirl (épisode 10)
- George Stults (épisode 10)
- Alastair Duncan : James (épisode 13)
- Caroline Lagerfelt : Corinne (épisode 13)
- Naomi Judd : Tillie Krupp (épisode 14)
- Jesse Heiman : Elliot (épisode 15)
- Howard Hesseman : Mr Finn (épisode 17)
- Susan Ruttan : Mrs Finn (épisode 17)
- Felicia Day : Cookie (épisode 17)
- Don Stark : Ed (épisode 18)
- Sam Lloyd (épisode 18)
- Josh Henderson : Jackson (épisode 19)
- Morgan Fairchild : Big Kimberly (épisode 20)
- Keri Lynn Pratt : Kimberly Fitch (épisode 20)
- Brandy Norwood : elle-même (épisode 20)
- Jim Piddock : Judge Parks (épisode 20)
- Samm Levine : Forrest DiRico (épisodes 21 et 22)
- Autumn Reeser : Becky (épisodes 21 et 22)
- Barry Livingston (épisode 21)
- Vanessa Minnillo : Sexy Student (épisode 22)
- Sean Faris (épisode 22)

 Source et légende : version française (VF) sur RS Doublage

## Épisodes
1. Une famille d'enfer (The Pilot Episode)
2. Tragédie musicale (The Hair Episode)
3. Changements de style (The Cheerleader Episode)
4. L'Épisode Halloween (The Halloween Episode)
5. Mauvais Anniversaire (The Birthday Episode)
6. L'Âme sœur (The Magic CD Episode)
7. Molly et Jerry (The Mini-Jerry Episode)
8. L'Étudiante brésilienne (The Exchange-Student Episode)
9. Drôle de cuisine (The Lunch Lady Episode)
10. Rivalités (The Romeo & Juliet Episode)
11. Jour de neige (The Snow Day Episode)
12. L'Héritage hollandais (The Dutch Heritage Episode)
13. La Fièvre (The Fever Episode)
14. Un mariage et plein d'enterrements (The Wedding and a Funeral Episode)
15. La Victoire en chantant (The Video Episode)
16. Le Bébé Ericky (The Baby Episode)
17. L'Invasion des foldingues (The Crazy-Girl Episode)
18. Changement de partenaire (The Lab Partner Episode)
19. Il est amoureux (The Rick's in Love Episode)
20. La Reine des palourdes (The Quahog Festival Episode)
21. Le Bal [1/2] (The Prom Episode [1/2])
22. Le Bal [2/2] (The Prom Episode [2/2])